# Sigma2 Tauri
Título a ser usado para criar uma ligação interna é Sigma2 Tauri.
Sigma2 Tauri (92 Tauri) é uma estrela na direção da constelação de Taurus. Possui uma ascensão reta de 04h 39m 16.45s e uma declinação de +15° 55′ 04.9″. Sua magnitude aparente é igual a 4.67. Considerando sua distância de 159 anos-luz em relação à Terra, sua magnitude absoluta é igual a 1.23. Pertence à classe espectral A5Vn. É membro do aglomerado aberto Híades.